# Goldie Lookin Chain
Goldie Lookin Chain (normalmente abreviado GLC) são uma banda de hip-hop galesa de Newport, País de Gales. Eles produzem músicas de natureza humorística, controversial e também explícita que satirizam o hip-hop, a sociedade consumidora da atualidade, a cultura Chav e a vida em Newport.

## Membros

### Permanentes
- Dwain Xain Zedong
- 2Hats
- Maggot (rapper)|Maggot
- Billy Webb
- Eggsy
- Mystikal
- Mike Balls
- Adam Hussain.

### Ocasionais
- DCI Burnside
- Dipper Nan
- Leeroy Fashions
- C.Live
- Rosco P
- M.C. Flatpress
- Stressed Armstrong.

## Discografia
- Don't Blame the Chain (2001)
- Chain Addiction (2001)
- The Return of the Red Eye (2002)
- The Party Album (2002)
- Adam Hussain's Truth and Slander (2002)
- The Manifesto (2003)
- Greatest Hits(EUA: Straight Outta Newport) (2004) Reino Unido
- Safe as Fuck (2005) Reino Unido